# Temperamental
Temperamental è un album del duo musicale britannico Everything but the Girl, pubblicato dall'etichetta discografica Virgin Records nel 1999.
L'album, disponibile su long playing (doppio), musicassetta e compact disc, è prodotto da Ben Watt, componente maschile del duo, che firma tutti i 10 brani. Alla stesura di 5 di essi ha partecipato l'altra componente Tracey Thorn, mentre The Future of the Future (Stay Gold) vede la partecipazione sia come esecutori che come autori dei membri del duo Deep Dish.
Dal disco vengono tratti 5 singoli.
Si tratta dell'ultima incisione da studio che porta il nome del duo.

## Tracce
1. Five Fathoms
2. Low Tide of the Night
3. Blame
4. Hatfield 1980
5. Temperamental
6. Compression
7. Downhill Racer
8. Lullaby of Clubland
9. No Difference
10. The Future of the Future (Stay Gold) (feat. Deep Dish)